# Mare Fecunditatis

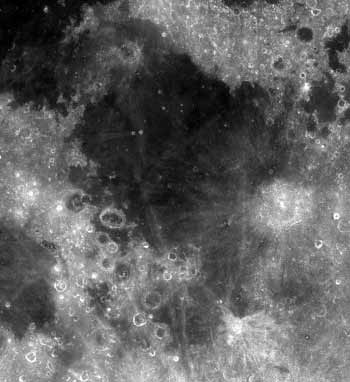
Mare Fecunditatis

Mare Fecunditatis (Latijn: zee der vruchtbaarheid) is een mare in het oostelijk gebied van de naar de Aarde toegekeerde kant van de Maan. De diameter is 909 km. Mare Fecunditatis ligt ten oosten van Mare Nectaris.
Loena 16 is in Mare Fecunditatis geland; Chang'e 1 is er neergestort. 

## Locatie

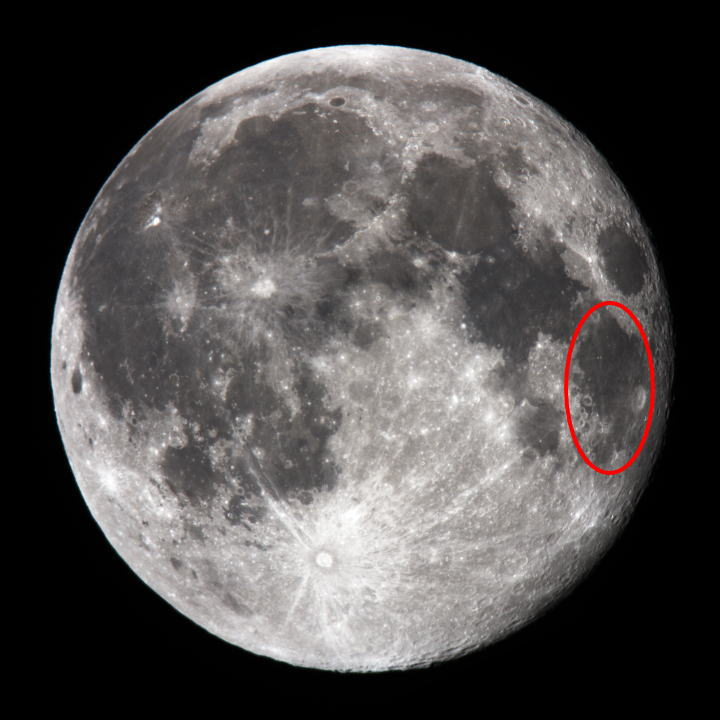
De locatie van Mare Fecunditatis

Het inslagbekken waarin de mare ligt overlapt met de inslagbekkens van de Mare Nectaris, de Mare Tranquillitatis en de Mare Crisium. De plek waar de Mare Fecunditatis en Mare Nectaris samenkomen ligt vol met breuken en grabens vanwege het samenvallen van de twee inslagbekkens. Het inslagbekken van de Mare Fecunditatis werd gevormd in het Prenectarium, terwijl het marebasalt dat het bekken opvulde uit het Nectarium komt.
Ten oosten van de Mare Fecunditatis liggen de inslagkrater Langrenus en de "baai" Sinus Successus. In het midden van de mare liggen de tweelingkraters Messier en Messier A.

## Naamgeving
De benaming Mare Fecunditatis is afkomstig van Giovanni Battista Riccioli . Eerder gaven Michael van Langren en Johannes Hevelius er respectievelijk de benamingen Mare Langrenianum  en Mare Caspium  aan.

## Onregelmatige maregebieden
Mare Fecunditatis bezit enkele onregelmatige maregebieden. Deze gebieden bevinden zich ten oostnoordoosten van de krater Lubbock H in het westelijk gedeelte van de mare. In de lijst van genummerde onregelmatige maregebieden kregen de exemplaren in Mare Fecunditatis de nummers 58, 62, en 107.